# Orinocomjukstjärt
Orinocomjukstjärt (Thripophaga cherriei) är en fågel i familjen ugnfåglar inom ordningen tättingar.

## Utseende och läte
Orinocomjukstjärten är en 18 cm lång brun och streckad ugnfågel. Ovansidan är rostbrun, fylligast på vingar och stjärt. På huvudet syns ett svagt beigevitt ögonbrynsstreck och en orangefärgad fläck på hakan. Resten av undersidan är olivbrun rikligt streckad i beigevitt. Sången beskrivs som en serie staccato-toner som inleds långsamt och sedan accelerar till ett tjattrande crescendo för att därefter falla något i både tonhöjd och styrka. Även varnande "chrrr" hörs, liksom en serie tjattrande toner.

## Utbredning och status
Fågeln förekommer i norra Venezuela (övre Orinocofloden i nordvästra Amazonas). IUCN kategoriserar arten som sårbar.

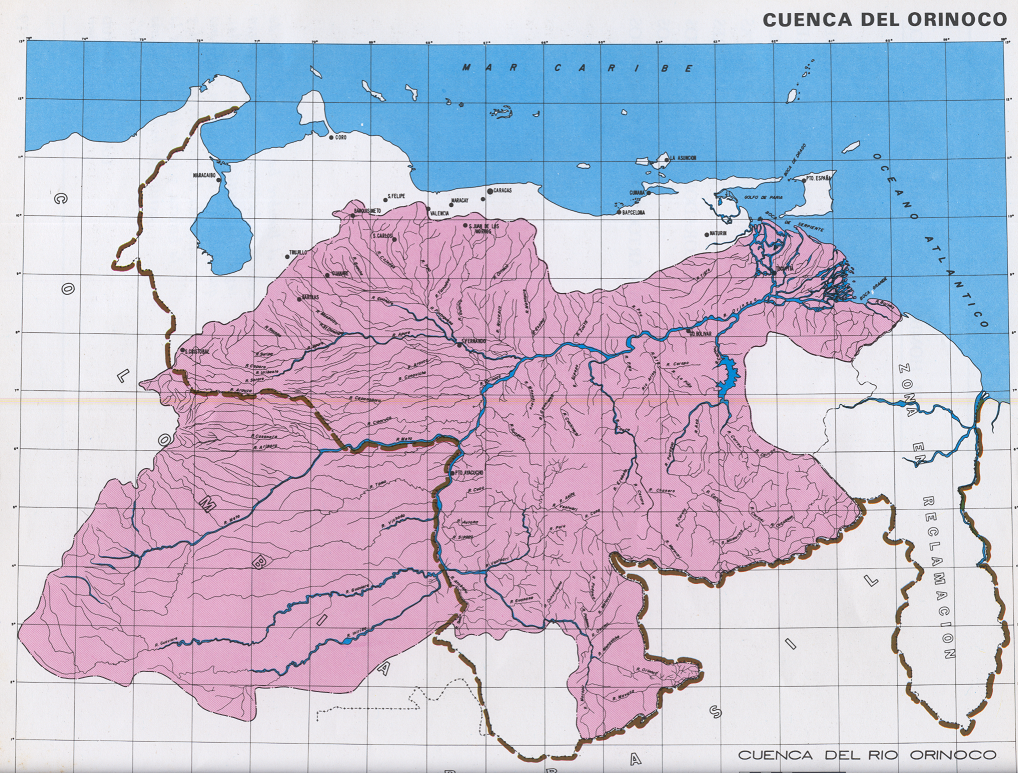
Fågeln är uppkallad efter Orinocofloden i norra Sydamerika.

## Namn
Fågelns vetenskapliga artnamn hedrar den amerikanske ornitologen och äventyraren George Kruck Cherrie (1865-1948).